# Margita Česányiová
Margita Česányiová, také Česányi, provdaná Danihelová (28. listopadu 1911 Studienka – 25. října 2007 Bratislava) byla slovenská operní pěvkyně, soprán.
Absolvovala Hudobnou a dramatickou akadémii u Josefa Egema v Bratislavě. V letech 1933–1938 a 1941–1976 byla členkou Slovenského národního divadla. Také koncertovala.
V SND ztvárnila například role: Katrena (Suchoň, Krútňava), Zuza (J. Cikker, Juro Jánošík) a další.